# Thankmar von Münchhausen (Diplomat)
Thankmar von Münchhausen, Freiherr von Münchhausen, (* 3. November 1835 in Meiningen; † 18. Dezember 1909 in Lankwitz bei Berlin) war von 1874 bis 1881 deutscher Konsul in Jerusalem und war ein evangelischer Verbandsfunktionär.
Sein Vater war Hofmarschall des Herzogs von Sachsen-Meiningen und Rittergutsbesitzer. Er war 1886 einer der Gründer des Evangelischen Bundes und der Anti-ultramontanistischen Reichsbewegung. In Oberweimar gibt es ein Münchhausen-Haus, für das er möglicherweise Namensgeber war. Wahrscheinlicher ist es jedoch seine Frau, die diese Rolle zuzuschreiben ist. Seine Witwe Anna, geb. von Keudell (1853–1942) und ihr Sohn Thankmar von Münchhausen zogen 1922 nach Oberweimar. Sie gaben das Haus in Baden-Baden in der Werderstraße 11 auf, das Thankmar 1913 von seinem Onkel Otto von Münchhausen (1836–1913), ererbt hatte. Er stand im Briefwechsel mit Rainer Maria Rilke. Sein Sohn Thankmar gab den Gedichtband Französische Gedichte von Rilke heraus.
Er war 1877 Gründungsmitglied des Deutschen Palästinavereins.